# Panic! at the Disco
Panic! at the Disco (tidigare Panic at the Disco) är ett amerikanskt alternativ rock-band från Las Vegas, Nevada, USA. 
Deras debutalbum A Fever You Can't Sweat Out släpptes 2005 och har sedan dess sålt över två miljoner exemplar världen över. De har sedan dess släppt två album till och deras fjärde album, Too Weird to Live, Too Rare to Die!, släpptes i oktober 2013. Vid det här laget var bara Spencer Smith och Brendon Urie med i bandet. Ungefär två år senare hoppade Smith av och i januari 2016 släppte Urie, som nu var ensam men fortfarande behöll namnet Panic! At The Disco, albumet Death of a Bachelor för att reflektera hur han förändrats, både som artist och person. Den 22 juni släpptes bandets sjätte album, Pray For The Wicked, vilket har lite mer brodwayinfluenser. Senare 2018 släpptes även en låt från soundtracket till The Greatest Showman.
Den 24 januari 2023 tillkännagav Urie officiellt bandets upplösande.

## Bildandet och så vidare
Bandet bildades 2004 i förorten Summerlin i Las Vegas, Nevada av gitarristen Ryan Ross och trummisen Spencer Smith. De två började spela tillsammans i 13-årsåldern, då Spencer fick sitt första trumset och började spela Blink-182-covers med grannen Ryan.
De rekryterade kompisen Brent Wilson och hans klasskompis Brendon Urie. Bandnamnet fick de från en rad i texten på låten Panic, framförd av Name Taken (ett pop/punk band från Orange County). 
Pete Wentz från Fall Out Boy såg bandet uppträda live och frågade dem om de ville skriva på för hans skivbolag Decaydance. Vid den här tidpunkten hade de dock inte hunnit gå ut high school.
27 september 2005 släppte Panic sin första platta A Fever You Can't Sweat Out. Lite senare på MTV awards musikåret 2006 vann de över flera stora artister som Red Hot Chili Peppers, Madonna, och Shakira i kategorin Årets video.
Den 17 maj visade det sig att basisten Brent Wilson lämnat bandet. Han hävdade själv att han fick sparken. Dock förnekar resten av bandet det påståendet. Vännen Jon Walker tog temporärt Wilsons plats, men fick snart en permanent plats efter en rad slutsålda konserter. I augusti 2006 sålde deras första skiva också platina efter att den sålt över en miljon album.
Den 25 augusti 2006 på Carling Weekend: Reading Festival, kastade någon okänd ur publiken en flaska i huvudet på Brendon Urie, vilket ledde till mycket uppmärksamhet och en avbruten spelning. Men bara några minuter senare kom han tillbaka och ropade "You can't take me out! Let's see how well you guys do with my left side" till publiken och fortsatte sjunga där han slutade.
År 2007 började bandet jobba på sitt andra album Pretty. Odd. Gitarristen Ryan har sagt att albumet låter mer positivt och som filmmusik. 29 januari 2008 släpptes första singeln från albumet, "Nine in the Afternoon". Andra singeln från skivan blev "That Green Gentlemen (Things Have Changed)" vars video släpptes 2 maj samma år.
Den 26 februari 2008 kom bandet till Sverige för andra gången, och spelade på Tyrol i Stockholm.
Bandet headlinade 2008 års upplaga av Honda Civic Tour och med sig på turnén hade de även The Hush Sound, Motion City Soundtrack och Phantom Planet. Andra band som också har headlinat på HCT är bland andra Fall Out Boy, Good Charlotte och Blink-182.
6 juni 2009 meddelade Panic! At The Disco på sin officiella hemsida att Ryan Ross och Jon Walker skulle lämna bandet, eftersom de ville olika saker med sin musik. 28 juli 2009 släpptes singeln "New Perspective" som en del av soundtracken till filmen Jennifer's Body. The Cabs tidigare medlem Ian Crawford ersatte Ross på gitarr under deras turné med Blink-182, och singer/songwritern Dallon Weekes ersatte Walker på bas.
Bandet tillbringade en stor del av 2010 i studion. 18 januari 2011 annonserade bandet att deras tredje skiva, Vices & Virtues, skulle släppas 22 mars 2011. Skivans första singel "The Ballad Of Mona Lisa" släpptes 1 februari 2011. Turnén Vices & Virtues Tour började i februari och fortsatte ända fram till augusti 2011. 
Den 12 maj 2011 började ett samarbete med indiepop-bandet Fun. vilket ledde till singeln "C'mon". Bandet bidrog även med låten "Mercenary" till soundtracket för videospelet Batman: Arkham City.
Den 2 april 2015 meddelade Spencer Smith på Panic! at the Discos officiella hemsida att han har lämnat bandet.
Den 24 januari 2023 gick Urie officiellt ut med att han och hans fru väntar ett barn och för att kunna lägga tid och fokus på familjen tillkännagav han även ett upphörande av Panic! at the Disco som band.

## Diskografi
- 2005 – A Fever You Can't Sweat Out
- 2008 – Pretty. Odd.
- 2011 – Vices & Virtues
- 2013 – Too Weird to Live, Too Rare to Die!
- 2016 – Death of a Bachelor
- 2018 – Pray For The Wicked

## Medlemmar

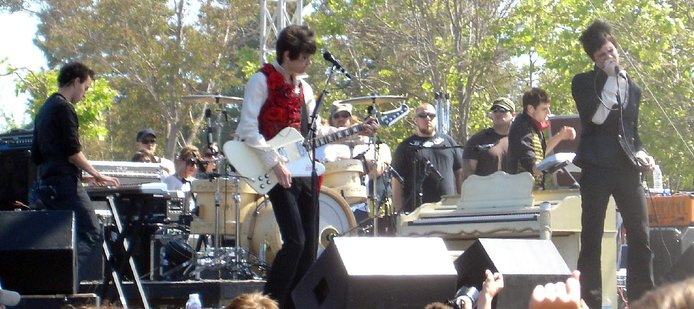
Panic! at the Disco i juni 2006.

### Nuvarande medlemmar
- Brendon Urie – sång, gitarr, keyboard, trummor (2004–)

### Tidigare medlemmar
- Spencer Smith – trummor, slagverk (2004–2015)
- Brent Wilson – basgitarr (2005–2006)
- Jon Walker – basgitarr, bakgrundssång (2006–2009)
- Ryan Ross – sologitarr, keyboard, bakgrundssång (2004–2009)
- Dallon Weekes – basgitarr, keyboard, bakgrundssång (2010–2015)

### Tidigare turnémedlemmar
- Ian Crawford – sologitarr, bakgrundssång (2009–2012)
- Eric Ronick – keyboards, bakgrundssång, slagverk (2006–2008)
- Bartram Nason – cello, keyboards, digitala trummor, slagverk (2006–2007)
- Kenneth Harris – gitarr, bakgrundssång (2013–2018)
- Dallon Weekes – basgitarr, keyboard, bakgrundssång (2009–2010, 2015–2017)